# Caligula intermediula
Caligula intermediula är en fjärilsart som beskrevs av Felix Bryk 1948. Caligula intermediula ingår i släktet Caligula och familjen påfågelsspinnare. Inga underarter finns listade i Catalogue of Life.